# Guion (bandera)
El guion es un tipo de bandera que arbola la persona que guía o lidera tropas, normalmente un monarca.

Un oficio hay en la Casa Real, dice Fernández de Oviedo, que se dice guion, el cual sólo el rey lo usa, e en su lugar e ausencia, donde está el real ejército los capitanes generales e no otro alguno trae guion. Este no lo tuvo todavía el príncipe don Juan (primogénito de los Reyes Católicos) mi señor e es de esta manera. Un caballero e persona curial e criado de la Casa Real lleva una lanza encima de un caballo con una bandera llamada guion cuadrado cuando las personas reales cabalgan, e no cada día, sino cuando van camino e cuando el rey o príncipe está en la guerra. En este guion, que será de cuatro ó cinco palmos cuadrados, está puesta de cada parte la divisa de la banda real de Castilla. En los reales, por el guion se conoce á qué parte anda el rey, ordenando sus batallas o proveyendo lo que conviene a su ejército. Es oficio noble e de mucho valor e confianza...

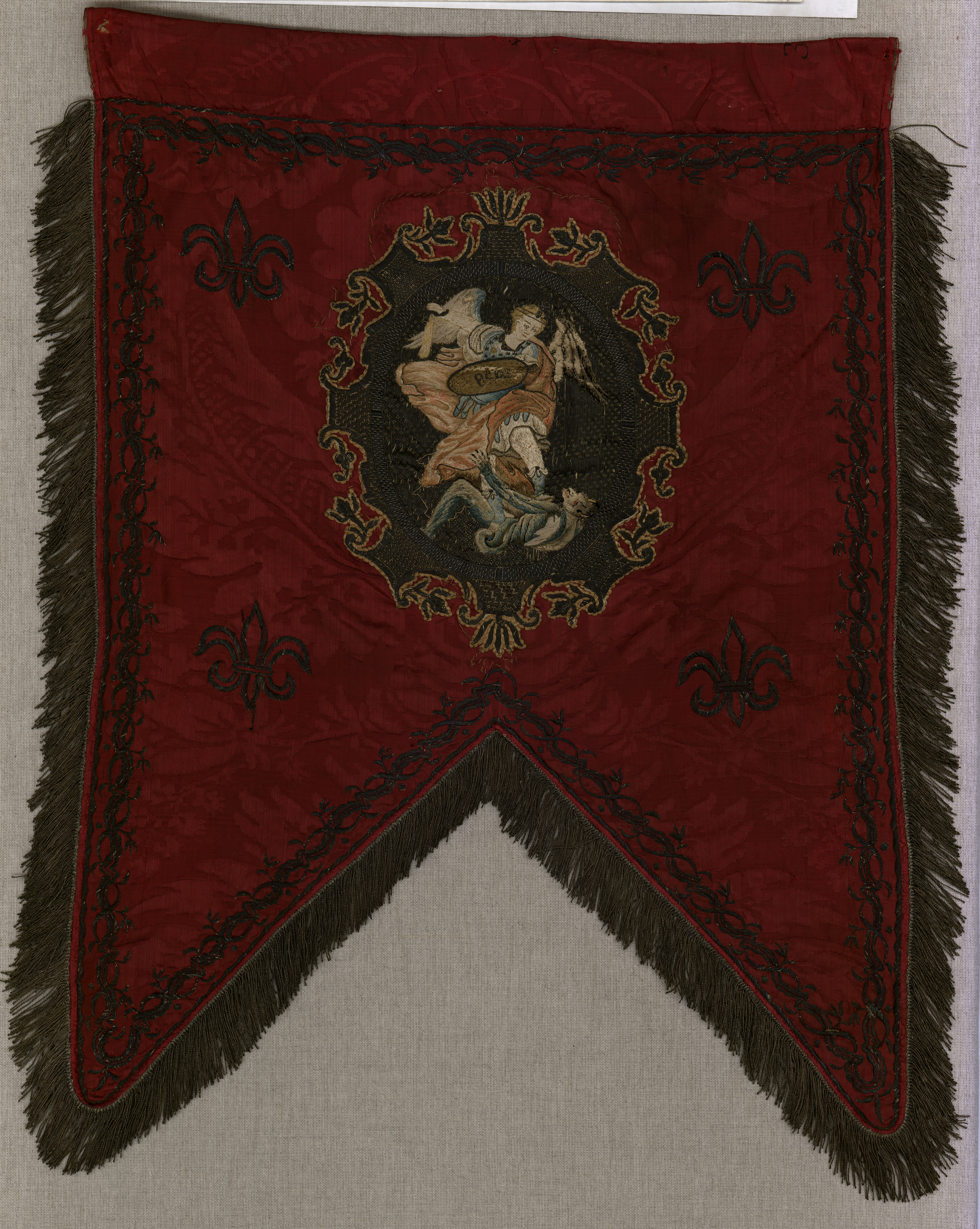
Guion del Regimiento de Dragones de Lusitania en 1813.

Alonso Vázquez, relatando el desplazamiento de las tropas españolas desde Namur para encontrar a los rebeldes en enero de 1578, narra: "y en medio todo el cuerpo de la infantería, y á su retaguardia el guion del señor D. Juan, acompañado de sus Entretenidos y Gentiles-hombres y le seguían y abrazaban todo el resto del ejército". Don Juan de Austria era el Capitán General del Ejército de Flandes y el representante en los Países Bajos Españoles de la autoridad real.
Vemos, pues, que la palabra guion se aplicó al distintivo regio y al que lo llevaba. En aquellos tiempos en que la armadura y sobre todo la visera calada no permitía a veces distinguir bien al monarca o al general, era indispensable el guion, que ha sido empleado también en tiempos modernos por Mac-Mahon en el asalto a Sebastopol.

Guion real de Felipe VI de España.

Durante el siglo XVIII se dio a los dragones una seña particular, diferente de la bandera y del estandarte, que se denominó guion y portaguiones a los que lo llevaban. De este modo el guion pasó a ser distintivo especial de algún cuerpo, como lo fue en lo antiguo en Francia e Italia.

## España

Guion real de Felipe II.

### Rey
El guion del monarca español está regulado en el Título II, Regla número 1, del Real Decreto 1511 de 21 de enero de 1977. Es idéntico al estandarte diferenciándose de este en que incorpora un cordoncillo de oro en el borde del que arranca un fleco también de oro. El guion está elaborado en tafetán de seda, es portado por un oficial del ejército y cada uno de sus lados tiene una longitud de 800 milímetros.

### Princesa

Guion de la Princesa de Asturias.

El guion de la princesa de Asturias es prácticamente idéntico al utilizado por el actual Felipe VI cuando era príncipe de Asturias. Está regulado en el Real Decreto 979/2015, que modifica el título II del Real Decreto 1511/1977, Reglamento de Banderas y Estandartes, Guiones, Insignias y Distintivos. Es idéntico al estandarte diferenciándose de este en que incorpora un fleco y un cordoncillo de oro anudado en el mástil. El guion es portado por un oficial del ejército, está elaborado en tafetán de seda y cada uno de sus lados tiene una longitud de 800 milímetros.